# Hyposoter dumeticola
Hyposoter dumeticola là một loài tò vò trong họ Ichneumonidae.